# Away (televisieserie)
Away is een Amerikaanse sciencefiction-dramaserie van Netflix die op 4 september 2020 in première ging. In oktober 2020 maakte Netflix bekend dat er geen tweede seizoen kwam.

## Synopsis
Away volgt de eerste bemande expeditie naar de planeet Mars. De bemanning is heel internationaal van samenstelling. Emma Green is de Amerikaanse leidinggevende en er is ook een Chinese chemicus, een Afro-Britse botanicus, een Russische kosmonaut en een Indische arts aan boord.

## Rolverdeling
| Acteur          | Personage            |
| --------------- | -------------------- |
| Hilary Swank    | Emma Green           |
| Josh Charles    | Matt Logan           |
| Vivian Wu       | Lu Wang              |
| Mark Ivanir     | Misha Popov          |
| Ato Essandoh    | Kwesi Weisberg-Abban |
| Ray Panthaki    | Ram Arya             |
| Talitha Bateman | Alexis Logan         |